# Gabe Saporta
Gabriel Eduardo Saporta (Montevidéu, 11 de outubro de 1979), mais conhecido pelo seu nome artístico Gabe Saporta, é um músico uruguaio naturalizado norte-americano. Foi o líder da banda Cobra Starship, ativa entre 2005 e 2015. Também chegou a ser o vocalista, baixista e letrista da banda punk Midtown. 
A banda Cobra Starship assinou contrato com a editora discográfica Decaydance. O terceiro álbum de estúdio da banda, Hot Mess, foi lançado a 11 de agosto de 2009, e estreou na quarta posição da Billboard 200, vendendo mais de 42.000 cópias.

## Biografia
Gabe Saporta nasceu em Montevideo, no Uruguai. Saporta é judeu e estudou na Solomon Schechter Day School of Essex and Union em West Orange, Nova Jérsei. Cresceu em Springfield Township, cidade em Nova Jérsei. Aos 8 anos, descobriu a música como um escape à rotina. Gostava de hip hop, e mais tarde veio a descobrir uma paixão musical pelo hard rock, influenciado pela banda Nirvana. Juntamente com um grupo de amigos, Gabe formou uma banda local, que dava os seus próprios concertos. Ganhando popularidade com esses mesmos concertos, Saporta juntou-se a outra banda, Humble Beginnings. Estudou ainda na Universidade Rutgers.